# هواپیمای فوق سبک

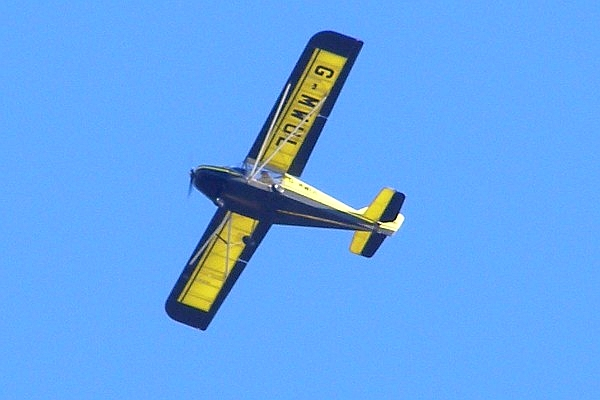
یک هواپیمای فوق سبک درحال پرواز

هواپیمای فوق سبک کوچک و عموماً یک یا دو نفره یا چهارنفره بوده و معمولاً حداکثر وزن خود و مسافرانش پانصد تا ششصد کیلو باید باشد و برای امور تفریحی، پروازهای کاری شخصی، گشت زنی برای بررسی و حفاظت از محیط زیست یا سمپاشی و برخی کاربردهای نظامی مورد استفاده قرار می‌گیرند. این هواپیماها امروزه بیشتر برای تفریح و گشت‌زنی رواج دارد.
این وسائل پروازی هم به صورت حرفه‌ای و توسط شرکت‌ها و هم توسط افراد علاقه‌مند و با امکانات شخصی یا اصطلاحاً به صورت Homebuilt ساخته می‌شوند. این هواپیماها عمدتاً با ابزارهای دستی و مواد بسیار سبک اما به اندازه کافی مقاوم مانند انواع کامپوزیت‌ها، چوب‌های مقاوم، مواد پلاستیکی و فلزات سبک ساخته می‌شوند که در نتیجه قیمت تمام شده هر فروند از آن‌ها نیز در قیاس با هواپیماهای بزرگتر به میزان قابل توجهی کمتر است.
پائین بودن هزینه‌های تعمیرات و مصرف سوخت کم در عمده هواپیماهای این رده مورد توجه قرار دارد. نیاز به باندهای کوچک و برخورداری از تجهیزات ناوبری عمومی اما پیشرفته نیز با توجه به دسترسی آسان به آن‌ها در این وسائل دیده می‌شود.